# 劉易斯堡 (路易斯安那州)
劉易斯堡（英語：Lewisburg）是位於美國路易斯安那州聖坦曼尼堂區的一個普查規定居民點。

## 人口
根據2020年美國人口普查的數據，劉易斯堡的面積為2.97平方千米，當中陸地面積為1.31平方千米，而水域面積為1.96平方千米。當地共有人口420人，而人口密度為每平方千米141.41人。